# Bergbasterdwederik
De bergbasterdwederik (Epilobium montanum) is een plant uit de teunisbloemfamilie (Onagraceae). Het is een in Europa vrij algemeen voorkomende plant. De soort komt voor in tuinen, bossen, heggen en kapvlakten.
De bloemen zijn roze, soms wit. De bloeitijd is juni tot en met september. De kroonbladen zijn 0,6-1 cm lang. De stempel heeft de vorm van en kruis. De bloemknoppen zijn aan de top wat spits. De stengel waaraan de bloemstelen ontspringen, heeft alleen kromme haren en geen klierharen. De stengel is rond en heeft geen verheven lijnen. De bladeren hebben een ronde tot hartvormige voet en kunnen 2-8 cm lang zijn. Ze hebben een korte steel. Ze zijn lichtgroen van kleur en zijn tegenoverstaand aan de stengel geplaatst.

## Voortplanting en voorkomen
De bergbasterdwederik verspreidt zich via het zaad dat door het zaadpluis gemakkelijk met de wind wordt meegenomen. Het heeft ook een wortelstok waaraan tijdens en na de bloei overwinteringsknoppen ontstaan.
De plant komt voor in Europa, Japan en Siberië. In België en Nederland geldt de soort als algemeen, hoewel hij in sommige streken als minder algemeen voorkomt.

## Bijzonderheden
De plant werd samen met de andere basterdwederiken in de 20e druk van de Heukels' Flora van Nederland vermeld als bergwilgeroosje. Deze naam vond men beter passen bij dergelijke kleine bloempjes dan het weerbarstig klinkende basterdwederik, maar in de 21e druk kwam men daar alweer op terug en heette de plant weer basterdwederik. Deze naam betekent in feite niet de echte wederik. Zo af en toe duikt echter de naam bergwilgenroosje weer op.